# Elias Fries
Elias Magnus Fries (født 15. august 1794 i Femsjö præstegæld i Jönköping Len, død 8. februar 1878 i Uppsala) var en svensk botaniker. Autornavnet Fr. kan bruges for Elias Fries sammen med et videnskabeligt artsnavn inden for botanikken. (Wikipedia-artikler der bruger autornavnet)
Allerede i sin barndom studerede han med stor interesse svampe, der på den tid var meget lidt videnskabeligt undersøgt.

## Biografi
Efter at han 1811 var blevet indskrevet som student ved Lunds Universitet, fortsatte han sine botaniske studier under de derværende botanikere A.G. Retzius og C.A. Agardh. I 1814 blev han dr. phil. og allerede 22 år gammel måtte han ofte vikariere som professor i botanik under Agardhs fravær. I 1819 udnævntes han til adjunkt (fra 1824 med professors navn) og 1828 til "botanices demonstrator". Allerede på dette tidspunkt havde Fries særlig ved sine banebrydende arbejder om svampe og laver opnået et verdensry. 
I 1834 kom Fries til Uppsala universitet, hvor han tildeltes et professorat i praktisk økonomi. Senere i 1851 blev han også professor i botanik (der på den tid omfattede mykologien) og samtidig direktør for den botaniske have i Uppsala. I 1859 trak han sig tilbage som emeritus, selvom han endnu et par år beholdt bestyrelsen af den botaniske have. Han fortsatte dog stadig sit videnskabelige arbejde. 
Fries var i høj grad kendt inden for systematisk botanik, og han tilskrives ofte en del af æren for mykologiens grundlæggelse. Han interesserede sig meget for de svenske planters folkelige navne og hans optegnelser udkom efter hans død i Kritisk ordbok öfver svenska växtnamnen (1880). Fries havde desuden praktiske hverv, eksempelvis som rigsdagsmand repræsenterende Uppsala universitet i perioderne 1844—45 og 1847—48.

## Tidligere værker
Nogle af Elias Fries' tidlige mykologiske og likenologiske arbejder: 
- Observationes mycologicæ (1815—18)
- Scleromycetes Sueciæ exsiccatae (1818—32)
- Systema mycologicum(1821-32)
- Elenchus fungorum (1828)
- Epicrisis systemaiis mycologici (1836—38)
- Lichenes exsiccatæ Sueciæ (1824—28)
- Lichenographia europæa reformata (1831)
- Flora hallandica(1817—19)
- Summa vegetabilium Scandinaviæ(1846—49)

## Senere værker
- Epicrisis generis Hieraciorum (1862)
- Monographia Hymenomycetum Sueciæ (1857—63)
- Hymenomycetes europæi (1874)
- Icones selectæ Hymenomycetum nondum delineatorum